# Joe Fraser
Joe Fraser (Birmingham, 6 de diciembre de 1998) es un deportista británico que compite en gimnasia artística.
Ganó dos medallas en el Campeonato Mundial de Gimnasia Artística, en los años 2019 y 2022, y seis medallas en el Campeonato Europeo de Gimnasia Artística entre los años 2018 y 2024.
Participó en los Juegos Olímpicos de Tokio 2020, ocupando el cuarto lugar por equipos y el octavo en las barras paralelas.

## Palmarés internacional
| Campeonato Mundial | Campeonato Mundial      | Campeonato Mundial | Campeonato Mundial   |
| Año                | Lugar                   | Medalla            | Prueba               |
| ------------------ | ----------------------- | ------------------ | -------------------- |
| 2019               | Stuttgart (Alemania)    | Medalla de oro     | Paralelas            |
| 2022               | Liverpool (Reino Unido) | Medalla de bronce  | Concurso por equipos |
| Campeonato Europeo |                         |                    |                      |
| Año                | Lugar                   | Medalla            | Prueba               |
| 2018               | Glasgow (Reino Unido)   | Medalla de plata   | Concurso por equipos |
| 2021               | Basilea (Suiza)         | Medalla de bronce  | Caballo con arcos    |
| 2022               | Múnich (Alemania)       | Medalla de oro     | Concurso individual  |
| 2022               | Múnich (Alemania)       | Medalla de oro     | Paralelas            |
| 2022               | Múnich (Alemania)       | Medalla de oro     | Concurso por equipos |
| 2024               | Rímini (Italia)         | Medalla de plata   | Concurso por equipos |